# Znikopis

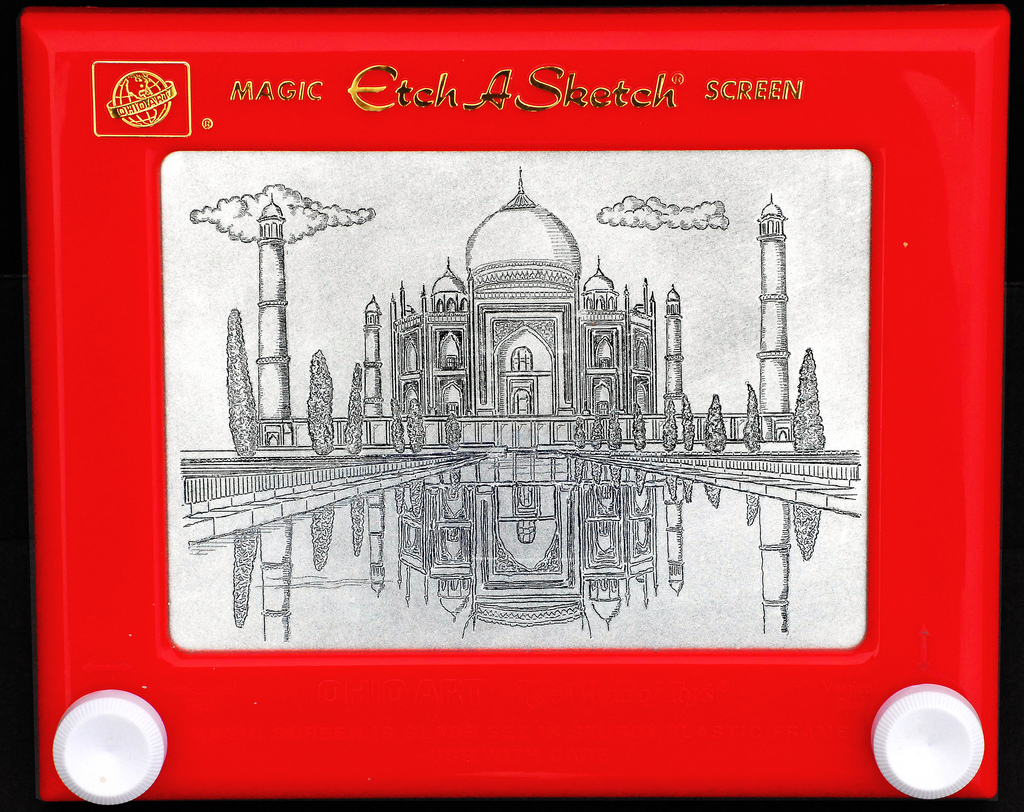
Rysunek Tadź Mahal wykonany przy pomocy znikopisu

Znikopis – zabawka w formie mechanicznej tablicy do rysowania. 
Urządzenie zostało wynalezione w drugiej połowie lat 50. XX wieku przez francuskiego inżyniera André Cassagnesa, który nazwał je L'Écran Magique (Magiczny Ekran).
Znikopis jest rodzajem prostego plotera. Rysunki powstają przy użyciu dwóch gałek. Przekręcanie gałek powoduje przesuwanie się rysika w pionie lub w poziomie, dzięki czemu umieszczony wewnątrz proszek aluminiowy układa się we wzór. Tablica może być następnie łatwo wyczyszczona poprzez odwrócenie tyłem i potrząśnięcie. Istnieją również wersje tablic ze specjanym rysikiem na sznurku.
Są też artyści, którzy używają znikopisów do tworzenia swoich dzieł sztuki.